# La primera dama
Magnificent Doll (en España, La primera dama) es una película estadounidense de 1946, del género dramático, dirigida por Frank Borzage y protagonizada por Ginger Rogers y David Niven.

## Sinopsis
Película biografía de Dolly Payne (Ginger Rogers), la esposa de James Madison, el cuarto Presidente de los Estados Unidos. A Dolly la cortejan dos líderes políticos: Madison (Burgess Meredith) y Aaron Burr (David Niven). Ella coquetea con los dos, llegando incluso a enfrentarlos, no solo por motivos sentimentales, sino porque desea contribuir a la construcción del país. Tras ejercer su influencia sobre Burr, ayudará a Thomas Jefferson a llegar a la presidencia de Estados Unidos (1801-1809). Cuando Madison (1809-1817) gana las elecciones presidenciales se convierte en la primera dama.

## Reparto
- Ginger Rogers - Dolly Payne Madison.
- David Niven - Aaron Burr.
- Burgess Meredith - James Madison.
- Peggy Wood - Mrs. Payne.
- Stephen McNally - John Todd.
- Robert Barrat - Mr. Payne.
- Grandon Rhodes - Thomas Jefferson.
- Frances E. Williams - Amy.
- Henri Letondal - Conde D'Arignon.
- Joseph Forte - Senador Ainsworth.